# 太田朋子
太田 朋子（おおた ともこ、1933年9月7日 - ）は、日本の遺伝学者。
木村資生による、遺伝子の「分子進化の中立説」(Kimura 1968, 1969) 発表後、木村と共同で中立進化説の基礎固めを行い、その業績によりクラフォード賞を受賞。学位は、Ph.D（ノースカロライナ州立大学・1966年）、理学博士（東京大学・1972年）。国立遺伝学研究所名誉教授。文化功労者。文化勲章受章。愛知県西加茂郡三好町（現：みよし市）生まれ。

## 進化の「ほぼ中立」説
生物の突然変異は生存に有利か不利のどちらかであり、有利なものが生き残るという自然淘汰説が1960年代半ばまで主流だったが、国立遺伝学研究所の木村資生名誉教授が突然変異のほとんどは有利でも不利でもないとの「中立説」を発表し、1970年代に太田が、わずかに不利な「ほぼ中立」の変異でも、集団の規模が小さければ偶然広がる確率が高まるという説を発表した。この「ほぼ中立説」は1990年代以降、蛋白質や遺伝子の研究が進むにつれ、認められるようになった。

## 略歴
- 1952年 愛知県立挙母高等学校（現・愛知県立豊田西高等学校）卒業
- 1956年 東京大学農学部卒業
- 1966年 ノースカロライナ州立大学、Ph.D取得
- 1967年 国立遺伝学研究所研究員
- 1972年「Theoretical study on linkage disequilibrium and associative overdominance in finite populations（有限集団における連鎖不平衡とみかけ上の超優性に関する理論的研究）」で東京大学より理学博士の学位を取得
- 1984年 国立遺伝学研究所教授
- 1984年 アメリカ芸術科学アカデミー外国人名誉会員（日本人女性として初めて）
- 1996年 国立遺伝学研究所名誉教授
- 2002年 全米科学アカデミー外国人会員

## 受賞歴
- 1981年 - 第1回猿橋賞
- 1985年 - 日本学士院賞
- 1986年 - ウェルドン記念賞
- 2006年 - SMBE Council Award for Lifetime Scientific contributions to Evolutionary Biology
- 2015年 - クラフォード賞

## 栄典
- 2002年 - 文化功労者選出[2]
- 2016年 - 文化勲章受勲[3]

## 書籍

### 著書
- 『道をひらく女性達 丸田芳郎対談集』（著者:丸田芳郎 中根千枝 前橋汀子 今井通子 太田朋子 高峰秀子、編集:花王）（1987年12月1日、創知社）ISBN 9784915510489
- 『分子進化のほぼ中立説 偶然と淘汰の進化モデル』（2009年5月20日、講談社 ブルーバックス）ISBN 978-4062576376
- 『信じた道の先に、花は咲く。 86歳女性科学者の日々幸せを実感する生き方』（2020年6月11日、マガジンハウス）ISBN 9784838731039

### 翻訳
- 『遺伝学概説』（著者:J.F.クロー、訳者:木村資生 太田朋子）（1991年1月15日、培風館）ISBN 4563038776

## 関連文献
- Kimura M. (1968) Evolutionary rate at the molecular level. Nature 217:624-6.
- Kimura M. (1969) The rate of molecular evolution considered from the standpoint of population genetics. Proc Natl Acad Sci USA 63(4):1181-8.
- Kimura M, Ohta T. (1971) Protein Polymorphism as a Phase of Molecular Evolution. Nature 229:467-469.
- Ohta (1973-11-09). Slightly Deleterious Mutant Substitutions in Evolution. Nature 246: 96–98. doi:10.1038/246096a0. PMID 4585855.
- Kimura M, Ota T. (1974) On some principles governing molecular evolution. Proc Natl Acad Sci USA ;71(7):2848-52.
- Ohta, Gillespie (1996) Development of Neutral and Nearly Neutral Theories. Theoretical Population Biology 49 (2): 128–142. doi:10.1006/tpbi.1996.0007. PMID 8813019.
- Jukes (2000) The Neutral Theory of Molecular Evolution.  Genetics 154(3): 956-958.
- Akashi H, Osada N and Ohta T. (2012) Weak Selection and Protein Evolution. Genetics 192(1): 15-31.